# 부안로
부안로(Buan-ro)는 전북특별자치도 고창군 흥덕면 동사리 제하사거리와 부안군 동진면 동전리 동진대교를 잇는 전북특별자치도의 도로이다. 전 구간 국도 제23호선에 속한다.

## 연혁
- 1980년 7월 31일 : 고창군 흥덕면 동사리 ~ 부안군 행안면 신기리 26.2km 구간 개통[1]
- 2009년 7월 10일 : 2개 이상 시·도에 걸쳐 있는 도로로 부안로를 고시[2]

## 주요 경유지
전북특별자치도
- 고창군 흥덕면 - 부안군 (줄포면 · 보안면 · 상서면 · 주산면 · 상서면 · 행안면 · 부안읍 · 동진면)

## 노선
| 이름                  | 접속 노선                                                  | 소재지 | 소재지                                                                           | 비고               |
| --------------------- | ---------------------------------------------------------- | ------ | -------------------------------------------------------------------------------- | ------------------ |
| 제하사거리            | 국도 제22호선 국도 제23호선 (고인돌대로) (선운대로) 제하길 | 고창군 | 흥덕면                                                                           | 국도 제23호선 구간 |
| 치이삼거리            | 잿말길                                                     | 고창군 | 흥덕면                                                                           | 국도 제23호선 구간 |
| 신기삼거리            | 후포로                                                     | 고창군 | 흥덕면                                                                           | 국도 제23호선 구간 |
| 신송리                | 동림로                                                     | 고창군 | 흥덕면                                                                           | 국도 제23호선 구간 |
| 신덕삼거리            | 후포로                                                     | 고창군 | 흥덕면                                                                           | 국도 제23호선 구간 |
| 신리삼거리            | 신리로                                                     | 부안군 | 줄포면                                                                           | 국도 제23호선 구간 |
| 줄포사거리            | 지방도 제710호선 (줄포중앙로)                              | 부안군 | 줄포면                                                                           | 국도 제23호선 구간 |
| (줄포상설시장)        | 지방도 제707호선 (줄포길)                                  | 부안군 | 줄포면                                                                           | 국도 제23호선 구간 |
| 줄포중삼거리          | 줄포용서길                                                 | 부안군 | 줄포면                                                                           | 국도 제23호선 구간 |
| 줄포농공단지          | 분탕골로 농공단지길                                        | 부안군 | 줄포면                                                                           | 국도 제23호선 구간 |
| 영전사거리            | 국도 제30호선 (청자로) 영전길                              | 부안군 | 보안면                                                                           | 국도 제23호선 구간 |
| (사창사거리)          | 남포로 보안로                                              | 부안군 | 보안면                                                                           | 국도 제23호선 구간 |
| 호벌치                |                                                            | 부안군 | 보안면                                                                           | 국도 제23호선 구간 |
| 상서면                |                                                            | 부안군 |                                                                                  | 국도 제23호선 구간 |
| 유정삼거리            | 종유로                                                     | 부안군 |                                                                                  | 국도 제23호선 구간 |
| 유정삼거리            | 종유로                                                     | 부안군 | 주산면                                                                           | 국도 제23호선 구간 |
| (봉은)                | 사산서길                                                   | 부안군 |                                                                                  | 국도 제23호선 구간 |
| (봉은)                | 사산서길                                                   | 부안군 | 상서면                                                                           | 국도 제23호선 구간 |
| 봉은삼거리            | 개암로                                                     | 부안군 |                                                                                  | 국도 제23호선 구간 |
| 회시교                |                                                            | 부안군 |                                                                                  | 국도 제23호선 구간 |
| 우덕교                | 우덕길                                                     | 부안군 |                                                                                  | 국도 제23호선 구간 |
| 상서사거리            | 지방도 제736호선 (고인돌로) (만석로)                       | 부안군 |                                                                                  | 국도 제23호선 구간 |
| 고잔교                |                                                            | 부안군 |                                                                                  | 국도 제23호선 구간 |
| 백석교                |                                                            | 부안군 |                                                                                  | 국도 제23호선 구간 |
| 행안면                |                                                            | 부안군 |                                                                                  | 국도 제23호선 구간 |
| 스포츠파크사거리      | 순환북로 순환남로                                          | 부안군 |                                                                                  | 국도 제23호선 구간 |
| 행안초교사거리        | 매창로 월륜길                                              | 부안군 |                                                                                  | 국도 제23호선 구간 |
| 신기 교차로           | 오리정로                                                   | 부안군 |                                                                                  | 국도 제23호선 구간 |
| 송정 교차로 (송정교)  | 지방도 제705호선 (번영로) 변산로 서문로                    | 부안군 | 국도 제23호선 구간 지방도 제705호선 구간                                         |                    |
| 삼산교                |                                                            | 부안군 | 국도 제23호선 구간 지방도 제705호선 구간                                         |                    |
| 서림 교차로           | 한가매길                                                   | 부안군 | 국도 제23호선 구간 지방도 제705호선 구간                                         | 부안읍             |
| 신선교                |                                                            | 부안군 | 국도 제23호선 구간 지방도 제705호선 구간                                         | 부안읍             |
| 봉황2교               |                                                            | 부안군 | 국도 제23호선 구간 지방도 제705호선 구간                                         | 동진면             |
| 봉황 교차로 (봉황1교) | 국도 제30호선 (변산바다로)                                 | 부안군 | 국도 제23호선 구간 지방도 제705호선 구간                                         | 동진면             |
| 신농 교차로 (신농교)  | 지방도 제705호선 (동진로)                                  | 부안군 | 국도 제23호선 구간 지방도 제705호선 구간 김제 방향 진출 불가 고창 방향 진입 불가 | 동진면             |
| 장등 교차로           | 간척길 동전장신길 장등길 장등안길                          | 부안군 | 국도 제23호선 구간                                                               | 동진면             |
| 고마제 교차로         | 고마제로                                                   | 부안군 | 국도 제23호선 구간                                                               | 동진면             |
| 동진대교              |                                                            | 부안군 | 국도 제23호선 구간                                                               | 동진면             |
| 월죽로와 직결         |                                                            |        |                                                                                  |                    |

## 주요 건물 및 시설
- 줄포시장 (전북특별자치도 부안군 줄포면 부안로 865)
- 줄포중학교 (전북특별자치도 부안군 줄포면 부안로 938)
- 부안보안우체국 (전북특별자치도 부안군 보안면 부안로 1134)
- 보안파출소 (전북특별자치도 부안군 보안면 부안로 1154)
- 영전초등학교 (전북특별자치도 부안군 보안면 부안로 1158)
- 비젼세라믹 (전북특별자치도 부안군 보안면 부안로 1256)
- 영성재 (전북특별자치도 부안군 보안면 부안로 1453)
- 정유재란 호벌치전적지 (전북특별자치도 부안군 상서면 부안로 1521)
- 부안원숭이학교 (전북특별자치도 부안군 상서면 부안로 1783)
- 우덕초등학교 (전북특별자치도 부안군 상서면 부안로 1971)
- 상서파출소 (전북특별자치도 부안군 상서면 부안로 1991)
- 상서면사무소, 상서보건지소 (전북특별자치도 부안군 상서면 부안로 2001)
- 부안상서우체국 (전북특별자치도 부안군 상서면 부안로 2004)
- 부안호남장례식장 (전북특별자치도 부안군 행안면 부안로 2563)